# Todor Zhivkov
Todor Hristov Zhivkov (bulgarsk Toдор Xpиcтoв Живков) (7. september 1911 – 5. august 1998) var lederen af Bulgariens kommunistiske parti fra 1954-1989. Han var Bulgariens premierminister fra 1962 til 1971 og Bulgariens præsident fra 1971 til 1989.
- Wikimedia Commons har flere filer relateret til Todor Zhivkov

1. ↑  Navnet er anført på svensk og stammer fra Wikidata hvor navnet endnu ikke findes på dansk.
2. ↑  Navnet er anført på engelsk og stammer fra Wikidata hvor navnet endnu ikke findes på dansk.
3. ↑  Navnet er anført på engelsk og stammer fra Wikidata hvor navnet endnu ikke findes på dansk.